# 오세아니아의 항공사 목록
이 문서는 오세아니아의 항공사에 대한 목록이다.

## 목록

### 오스트랄라시아
오스트레일리아
 뉴질랜드
 파푸아뉴기니
- 에어 뉴기니

### 폴리네시아
사모아
- 폴리네시안 항공

 프랑스령 폴리네시아
- 에어 타히티
- 에어 타히티 누이

### 멜라네시아
피지
- 피지 항공

 솔로몬 제도
- 솔로몬 항공

 누벨칼레도니
- 에어칼린

### 미크로네시아
나우루
- 나우루 항공

## 같이 보기
- 항공사 목록
- 오세아니아의 운항중단된 항공사 목록
- 오세아니아의 공항 목록
- 항공사